# Metopocarcinus
Metopocarcinus is een geslacht van kreeftachtigen uit de klasse van de Malacostraca (hogere kreeftachtigen).

## Soorten
- Metopocarcinus concavatus Crane, 1947
- Metopocarcinus truncatus Stimpson, 1860